# MyLifeBits
MyLifeBits est un projet de recherche de Microsoft Research inspiré par le Memex hypothétique de Vannevar Bush. Le projet se décompose en deux parties : une expérience de lifelogging et un effort de recherche pour le développement des logiciels utiles à cette fin. Il comprend notamment la recherche plein texte, des annotations texte et audio, et des liens hypertextes. Jim Gemmell, de Microsoft Research, ainsi que Roger Lueder, sont les architectes et les créateurs du système et de ses logiciels. 
Le projet MyLifeBits vise à réaliser un système permettant de stocker automatiquement les documents, images et sons expérimentés tout au long de la vie d'un individu, pour y accéder rapidement et simplement. 
Il s'agit en particulier de collecter toute une vie de données d'un « sujet expérimental », l'ingénieur en informatique Gordon Bell. Pour cela, Bell a numérisé tous les documents qu'il a lus ou produits, CD, vidéos, emails, etc. Il continue de faire ainsi, regroupant les pages internet vues, les conversations téléphoniques, messages instantanés, etc. 